# Gilbert Luis Centina
Gilbert Luis Centina Ramos (La Carlota, Filipinas, 19 de mayo de 1947-León, España, 1 de mayo de 2020), también conocido como Gilbert Luis R. Centina III, fue un misionero agustino, poeta y escritor hispanofilipino. Promotor de la preservación del idioma castellano en Filipinas. Por su cuerpo de trabajo en español, ha sido galardonado, a título póstumo, con el VI Premio José Rizal de las Letras Filipinas 2020. Su trabajo, según Instituto Juan Andrés de Comparatística y Globalización, la organización que otorga el premio literario hispanofilipino más importante de Europa, «se ha convertido en un tesoro antroponímico, memoria de feligreses, compañeros y allegados que dan título a un fresco de la vida terrenal, con sus glorias y sus miserias...»

## Biografía
El segundo hijo de Luis T. Centina Jr., un educador, y Eva Ramos Gómez, una ama de casa, era nacido en la ciudad de La Carlota en Filipinas el 19 de mayo de 1947, quien se convirtió «un conocido y galardonado poeta y autor que luchaba por la preservación de la lengua española en su patria, manteniendo que las raíces españolas de Filipinas son una parte central del alma de su pais». Su padre  Luis T. Centina Jr. era el autor de Almost on the Carpet, que trata sobre sus experiencias como guerrillero y soldado bajo las Fuerzas Armadas de los Estados Unidos en Filipinas durante la Segunda Guerra Mundial.
Durante la década de los sesenta y mediados de los setenta se licenció en Artes, Filosofía y Teología en la Universidad de Santo Tomás.
Después de su ordenación sacerdotal, en 1975 se marchó como misionero a Perú. En el país andino permaneció hasta 1978, enseñando literatura, trabajando como capellán de una escuela local. Posteriormente continuó su actividad pastoral en la iglesia de san José de Iloilo.
Mientras tanto, escribió cientos de columnas de periódicos y artículos de revistas. Editó un diario académico sobre San Agustín y continuó publicando tanto poesía como ficción. Prosiguió su tarea docente en la Universidad de Filipinas, en el campus de Iloilo; y en el Instituto Pio XII de Estudios Catequéticos y Sociales de la Archidiócesis de Jaro.
Sus obras han sido ampliamente antologizadas en los libros de texto filipinos de secundaria y universitario. Además del inglés, también escribío en español y en dos idiomas filipinos, hiligaynon y tagalo. Como célebre autor y poeta católico, sus premios incluyen el prestigioso Palanca Award, el honor literario más alto de Filipinas, en poesía inglesa (1974), el Focus Literary Award en poesía inglesa (1982) y el Catholic Authors Award (1996) de la Arquidiócesis de Manila bajo el cardenal Jaime Sin y los Asian Catholic Publishers.
Como testimonio de su importancia como autor y poeta católico, fue incluido entre los hombres y mujeres de letras agustinos más notables desde la fundación de la Orden agustiniana en 1244 en una enciclopedia seminal compilada y editada por el autor y académico español Rafael Lazcano, posiblemente el principal experto de la Orden agustiniana en el mundo de hoy.
La enciclopedia multivolumen, Tesauro Agustiniano, también incluye miembros de los agustinos recoletos desde su fundación en 1588, así como los de las ramas femeninas de las dos órdenes.
Entre 2007 y 2010 fue el primer cura párroco de origen filipino de la Iglesia del Santo Rosario en el Harlem (Nueva York).
En 2013 se trasladó a España, donde permaneció hasta su fallecimiento. Primero en Neguri, después en el colegio Andrés de Urdaneta de Lujua, y finalmente en el colegio de Nuestra Señora Madre del Buen Consejo, en León donde falleció a los setenta y dos años el 1 de mayo de 2020 víctima del coronavirus causante de la enfermedad COVID-19.

## Obra
Edmundo Farolán Romero, poeta y corresponsal de la Real Academia Española, citó la poesía de Centina en español como perteneciente a un grupo de poetas filipinos que «además del castellano... escriben en otros idiomas y en diferentes estilos y temas: verso libre y prosa, métricas tradicionales, temas surrealistas, dadaístas y protesta, temas realistas, religiosos y serenos. Vanguardista, pero volviendo a los clásicos castellanos: Quevedo, Góngora, Santa Teresa de Jesús, Jorge Manrique y Garcilaso de la Vega».
En mayo de 2017, Centina publicó Diptych/Díptico, su primera colección de poesía bilingüe (inglés-español). La revista Midwest Book Review elogió el libro como una «hermosa síntesis de poesía, filosofía, espiritualidad e inspección psicológica que está bien ilustrada, especialmente recomendada para lectores de poesía que buscan un viaje desde la inspección individual a la verdad espiritual universal».
Dos semanas antes de su fallecimiento, Centina finalizó su último trabajo Recovecos/Crevices, correspondiente a su tercera colección de poesía bilingüe, que consta de 350 poemas en inglés y castellano.
El poeta laureado  Thomas R. Caffrey ha elogiado la última obra del padre Centina: «En su verso rítmico, el guionista toca un acorde que resuena en todos nosotros, y transforma las palabras mecánicas en una canción vibrante, y nuestra inmovilidad, en acción. A día de hoy, la ciencia del cerebro ha descubierto lo que los salmistas, poetas y músicos antiguos solo podían saber por intuición: que la música, la melodía o el verso nos estimulan al movimiento y a la emoción. Nos liberamos. Nuestra mala racha termina. Ya sea en el dolor o en la alegría, nuestras oraciones se convierten en un oasis verde y fructífero».
Según ABC (periódico), «su gran cuerpo de trabajo le asegura un lugar sólido en la literatura filipina en inglés y español, así como en la poesía católica. Los críticos han descrito su trabajo como una conciencia que ataca y no perdona a nadie, excepto a los débiles. Está lleno de ideas intrínsecas sobre la humanidad y su conexión con lo Invisible. Su trabajo explora la relación entre el hombre y su Creador, entre el espacio y el tiempo, y entre los continuos terrenales y celestiales de la vida, junto con nuestro abrumador sentido compartido de amor, coraje y esperanza.»

## Premios
Centina recibió los siguientes premios:
- Archivado el 21 de enero de 2021 en Wayback Machine. Palanca Awards (1974), el premio literario más importante en Filipinas, en poesía inglesa.
- Premio literario de la revista Focus (1982) en poesía inglesa.
- Catholic Authors Award (1996).
- Premio José Rizal de las Letras Filipinas (2020).